# The Downtown Club
The Downtown Club, auch 20 West Street, früher Downtown Athletic Club, ist ein Wolkenkratzer in Manhattan in New York City, Vereinigte Staaten. Er war bis 2002 das Domizil des gleichnamigen Downtown Athletic Clubs und wurde 2005 in ein Wohngebäude umgewandelt.

## Beschreibung

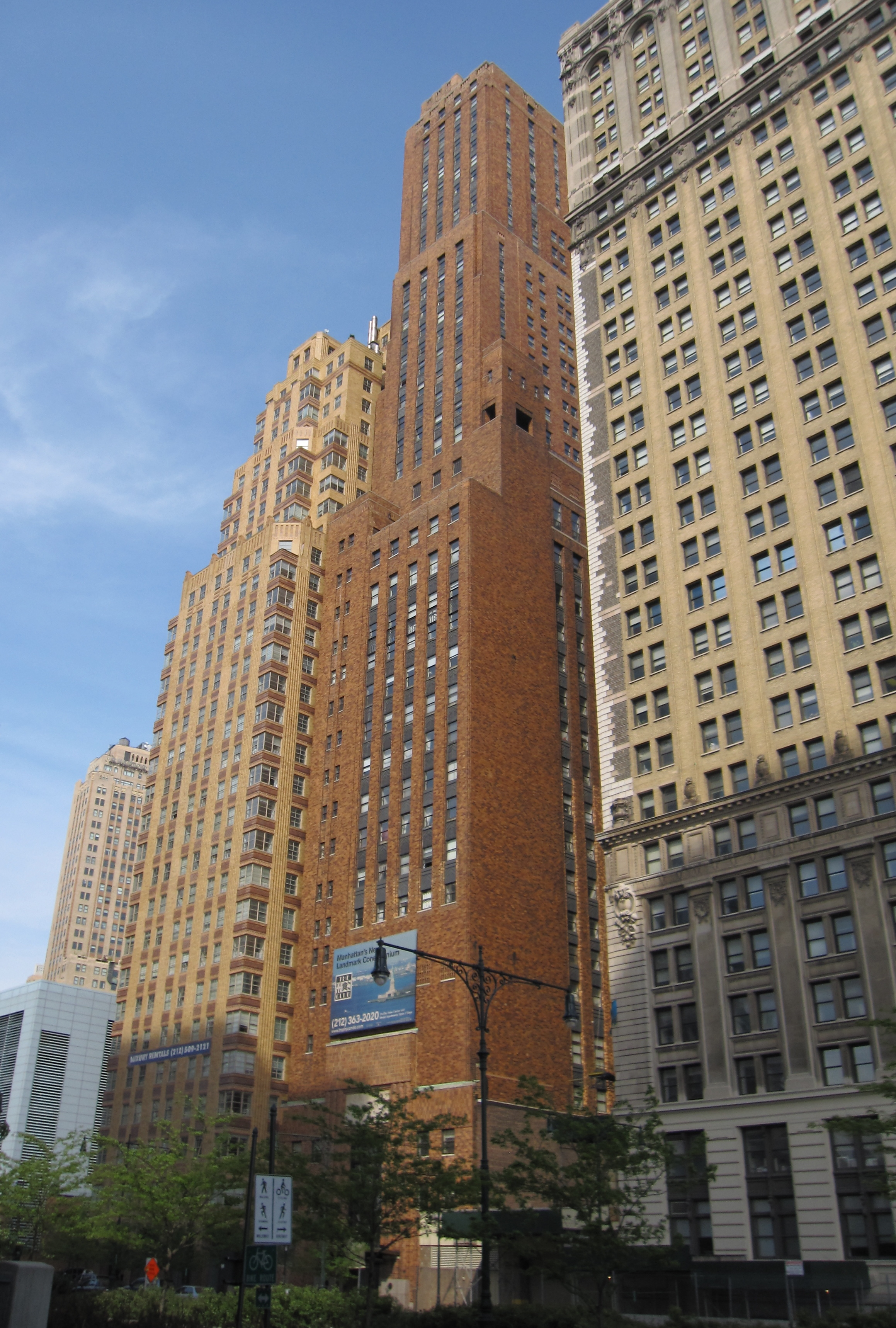
Blick von der West Street im Jahr 2010 (Mitte)

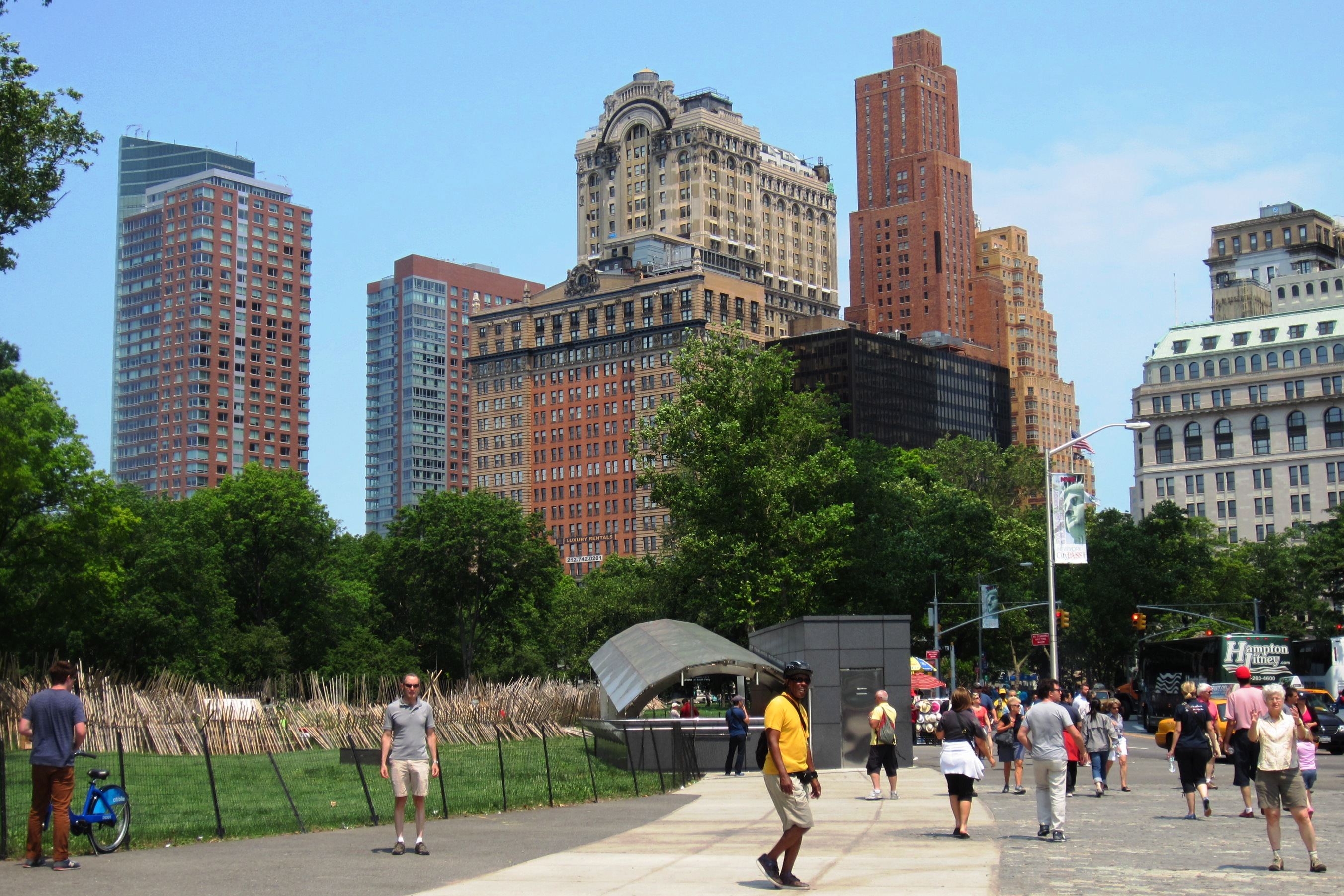
Im Stadtkontext, das hohe braune Gebäude im Hintergrund

Der Wohnturm befindet sich in Lower Manhattan im Financial District an der Südspitze der Insel an der West Street, einem Teilabschnitt des West Side Highways. Er steht nur wenige Blocks südlich vom World Trade Center entfernt. Etwa 300 Meter westlich fließt der Hudson River.
The Downtown Club wurde von den Architekten Starrett & Van Vleck entworfen und in relativ kurzer Zeit von 1929 bis 1930 erbaut. Das Gebäude steht auf dem ehemaligen Gelände des Downtown Athletic Clubs, auf dem sich einst ein Schwimmbad, Tennisplätze und Minigolf befanden. Der Sportclub ließ bis 1930 hier ihr Clubhaus im Stil des Art déco errichten. Der Wolkenkratzer ist 165,3 Meter (542 Fuß) hoch und besitzt 39 Etagen. Er besitzt gemäß den Bauvorschriften von 1916 mehrere Rücksprünge (Setbacks) und hat eine Fassade aus braunen und orangefarbenen Ziegelsteinen.
Am 14. November 2000 stellte die Landmarks Preservation Commission der Stadt New York das Gebäude unter Denkmalschutz. Nach der Schließung des Sportclubs im Jahr 2002 wandelte man anschließend das Gebäude bis 2005 in ein Wohngebäude mit 283 Apartments um. Für die Bewohner stehen ein 1100 m² großes Fitnesscenter und eine weitläufige Dachterrasse mit halbprivaten Bereichen zur Verfügung.